# Торндайк, Андре
Андре́ Торнда́йк (нем. Andrew Thorndike; 30 августа 1909, Франкфурт-на-Майне, Германская Империя — 14 декабря 1979, Берлин, ГДР) — немецкий кинорежиссёр и сценарист. Академик Академии искусств ГДР (1961).

## Биография
С 1931 года работал на киностудии УФА, а с 1933 года руководил одним из отделов студии. Во время Второй мировой войны был отправлен на Восточный фронт, где попал в плен. В плену стал сотрудничать с Национальным комитетом «Свободная Германия». В 1948 года, вернувшись в Германию, работает режиссёром на студии ДЕФА. С 1952 года снимает фильмы совместно с женой — Аннели Торндайк. Член СЕПГ с 1946 года.
Член жюри Пятого Московского международного кинофестиваля.

## Избранная фильмография

### Режиссёр
- 1950 — Дорога наверх / Der Weg nach oben
- 1951 — Вильгельм Пик — Жизнь нашего президента / Wilhelm Pieck — Das Leben unseres Präsidenten
- 1951 — Спортивный праздник молодежи /
- 1953 — Сталин и немецкий народ / Stalin und die deutsche Nation
- 1956 — Ты и твой товарищ / Du und mancher Kamerad (в советском прокате «Это не должно повториться»)
- 1957 — Отпуск на Зильте / Urlaub auf Sylt (к/м)
- 1958 — Операция «Тевтонский меч» / Unternehmen Teutonenschwert
- 1963 — Русское чудо / Das russische Wunder
- 1969 — Дневник немецкой женщины / Du bist Min — Ein deutsches Tagebuch
- 1970 — Владимир Ильич Ульянов-Ленин / Wladimir Iljitsch Uljanow Lenin
- 1972 — Старт / Start
- 1977 — Старый новый мир / Die alte neue Welt

### Сценарист
- 1950 — Дорога наверх / Der Weg nach oben
- 1951 — Вильгельм Пик — Жизнь нашего президента / Wilhelm Pieck — Das Leben unseres Präsidenten
- 1957 — Отпуск на Зильте / Urlaub auf Sylt (к/м)

## Награды
- 1951 — приз за лучший документальный фильм кинофестиваля в Карловых Варах («Дорога наверх»)
- 1952 — Национальная премия ГДР
- 1956 — Национальная премия ГДР («Ты и твой товарищ»)
- 1958 — Премия имени Генриха Грайфа
- 1963 — Национальная премия ГДР («Русское чудо»)
- 17.05.1963 — орден Ленина — за создание выдающегося художественно-документального фильма «Русское чудо», ярко и правдиво отобразившего исторический путь, пройденный народами СССР за годы Советской власти, показавшее глубокое понимание авторами фильма советской действительности и их горячее стремление к дальнейшему развитию и упрочению культурных связей между народами СССР и ГДР
- 1979 — юбилейная премия по случаю 60-летия советского кино XI Московского международного кинофестиваля